# Leposoma southi
Espèce
Synonymes
- Leposoma bisecta Taylor, 1949

Leposoma southi est une espèce de sauriens de la famille des Gymnophthalmidae.

## Répartition
Cette espèce se rencontre au Costa Rica, au Panama et en Colombie au Chocó, en Valle del Cauca, au Risaralda et en Antioquia.

## Liste des sous-espèces
Selon The Reptile Database (11 janvier 2016) :
- Leposoma southi orientalis Taylor, 1955
- Leposoma southi southi Ruthven & Gaige, 1924

## Étymologie
Cette espèce est nommée en l'honneur de John Glover South (1873–1940).

## Publications originales
- Ruthven & Gaige, 1924 : A new Leposoma from Panama. Occasional Papers of the Museum of Zoology, University of Michigan, no 147, p. 1-3 (texte intégral).
- Taylor, 1955 : Additions to the known herpetological fauna of Costa Rica with comments on other species. No. II. Kansas University Science Bulletin, vol. 37, no 1, p. 499-575 (texte intégral).